# Alexander Lake (Summit County, Utah)
Der Alexander Lake ist ein See im bergreichen Summit County im Nordosten von Utah. Der See liegt im südwestlichen Teil der Uinta Mountains zwischen den Bergen Iron Mine Mountain und Haystack Mountain, nördlich des Provo River. Die nächstgelegenen Orte sind Samak und Kamas, die 27 beziehungsweise 35 Kilometer westlich des Sees liegen.
Benannt wurde der See nach einem Entdecker und Siedler.
Der See hat eine Fläche von circa 9,7 Hektar. Das Ufer des Alexander Lakes ist bewaldet. Im September 2018 gab es einen größeren Waldbrand in der Nähe des Sees.